# 棕头草雁
棕头草雁（学名：Chloephaga rubidiceps），是雁形目鸭科的一种鸟类。

## 特征
棕头草雁体重约2086克，翼长约325.6毫米，嘴峰长约30.5毫米，喙宽度约13毫米，喙厚度约11.2毫米，跗蹠长约56.2毫米，尾长约109.4毫米。棕头草雁是部分迁徙的鸟类，其栖息在开放的草原环境中，食性为草食性，主要食物来源是陆生植物。

## 分布
在福克兰群岛为留鸟；在巴塔哥尼亚和火地群岛的最南端繁殖，冬季向北迁徙至阿根廷布宜诺斯艾利斯南部等地。